# Ken Hitchcock (Musiker)
Ken Hitchcock (* 1955 oder 1956 in Washington DC; † 31. August 2022 in Irland) war ein US-amerikanischer Jazz- und klassischer Musiker (Tenor-, Alt- und Sopransaxophon, Flöte, Klarinetten).

## Leben und Wirken
Hitchcock wuchs in McLean, Virginia, auf; er begann im Alter von zehn Jahren Gitarre zu spielen, wechselte aber mit zwölf Jahren zum Saxophon. Sein Großvater war Saxophonist, Fagottist und Pianist und übte großen Einfluss auf ihn aus, indem er mit ihm klassische und Jazz-Duette spielte. An der Langley High School spielte er erstes Tenorsaxophon im Jazz Lab unter der Leitung von George Horan. Zusätzlich  preisgekrönt, erhielt er Privatunterricht in Saxophon und Klarinette bei Bill Wright von der National Symphony. Ab 1974 besuchte er die Juilliard School als einziger Saxophonist, der in diesem Jahr in deren Klassik-Programm aufgenommen wurde.
Nach seinem Abschluss 1978 begann er in New York City als professioneller Musiker zu arbeiten. Im Bereich der Klassik spielte er als Solist in zahlreichen renommierten Sinfonieorchestern wie Metropolitan Opera, American Symphony Orchestra, New Jersey Symphony, American Ballet Theater, American Composers Orchestra, aber auch in der Gotham Wind Symphony and bei den New York Pops. Weiterhin wirkte er in den Bands von Musikgrößen wie Charles Mingus (Something Like a Bird und Me Myself an Eye, 1978), Elvin Jones, Buddy Rich, Louie Bellson, Tony Bennett, Frank Sinatra, Liza Minnelli, Aretha Franklin und Sting. Er war auch an drei Grammy-prämierten Alben von Gerry Mulligan (Walk on the Water), Machito (Big Band 1982) und Steely Dan (Two Against Nature) beteiligt.
Hitchcock war viele Jahre Mitglied des New York Saxophone Quartet und dem Manhattan Chamber Jazz Septet; außerdem spielte er in Theaterorchestern bei unzähligen Broadway-Shows und als Sessionmusiker in Jazz-Bigbands oder Combos, Funk-, R&B- und Latin-Gruppen. Er war seit 1975 Mitglied der New Yorker Musikergewerkschaft Local 802. Mit seiner Frau, der Sängerin Sue Halloran, nahm er 2011 das Duoalbum I Can Cook Too auf. Hitchcock starb unerwartet im Alter von 66 Jahren am 31. August 2022 während eines Urlaubs in Irland.
Im Bereich des Jazz war er laut Tom Lord zwischen 1978 und 2019 an 41 Aufnahmesessions beteiligt, neben den Genannten auch bei Joe Roccisano, Lew Anderson, Jon Faddis, Wally Dunbar, John Pizzarelli und zuletzt mit der Terry Vosbein/Chris Magee Big Band.